# Ralph Rose
Ralph Waldo Rose (17. března 1885 Healdsburg, Kalifornie — 16. října 1913 San Francisco) byl americký atlet, trojnásobný olympijský vítěz ve vrhu koulí.
Na olympiádě v St. Louis v roce 1904 zvítězil ve vrhu koulí (vyrovnal tehdejší světový rekord 14,81 m), skončil druhý v soutěži diskařů a třetí mezi kladiváři. O čtyři roky později na olympiádě v Londýně obhájil vítězství v soutěži koulařů. V roce 1909 vytvořil světový rekord ve vrhu koulí výkonem 15,54 m, který vydržel dalších 19 let. Při svém třetím olympijském startu ve Stockholmu v roce 1912 zvítězil v soutěži ve vrhu koulí obouruč a vybojoval stříbrnou medaili v „obyčejném” vrhu koulí.
Zemřel v 28 letech na břišní tyfus.